# 油麻地踩踏事故
油麻地人踩人事故是指2019年11月18日香港反對逃犯條例修訂草案示威期間，在九龍油尖旺區港鐵油麻地站A1出入口碧街附近發生的一宗人踩人事故。

## 背景
理大圍城翌日，即11月18日，大批示威者響應網上號召，於油尖旺一帶聲援理大示威者。
事發在當晚深夜，大批防暴警察於午夜前沿彌敦道向油麻地方向推進，多次發射催淚彈驅散一批示威者，幾十人爭相走避，現場傳出多響懷疑槍聲，多人受傷倒地，有人被踩斷手。

## 過程
晚上10時53分，消防員接報前往港鐵油麻地站處理一宗二級火警自動報火警鐘事故。大約晚上11時30分，消防人員在該站A1出口外處理火警期間，發現有大批人士從彌敦道走向碧街方向。傳真社表示，於大約11時半在彌敦道近碧街曾出現至少8下疑似槍聲的巨響及閃光。
晚上11時32分，消防處接獲前線消防員報告指，油麻地港鐵站A1出口與寶寧大廈之間的通道有「人疊人」的情況出現，立刻向消防通訊中心報告及要求增援。消防通訊中心隨即陸續增派另外9輛消防車及41輛救護車到場處理。
警方事後將窩打老道、碧街一帶圍封，窩打老道及彌敦道泊滿救護車候命。在增援人員未到達前，在場消防員立即進行拯救行動，用了大約10分鐘將30多名被困者拯救到安全地方。事故中，消防處沒有收到消防人員被在場警員阻撓救援的報告。
閉路電視片段顯示，有警員驅趕急救員及記者離開。另一網上片段顯示，有警員不但未即時疏導人堆，反在人堆後方噴射胡椒噴劑。救護員及後到場及分流傷者，有一名男子被抬出時，腿部僵硬，經急救後才睜開眼睛，由救護車送院。事發時數十人疊起至5至6層，高度與一名成年男子相若，期間有被困人士面部發紫，警方速龍小隊其後趕至阻止他們施救。
據傳真社片段顯示，約100人已被制服在地上，大量消防員及救護員在場照顧傷者，當中有至少13名傷者已躺在擔架床，部分人狀甚痛苦。
凌晨1點07分，當值助理消防區長通報消防通訊中心，指現場大約有150名示威者被捕，暫未能確實傷者人數。
而根據消防處內部文件，現場救護事故主管在凌晨2時15分報告，稱現場共有16名紅色、9名黃色及41名綠色傷者，距離消防人員最早報告時間，超過兩個半小時。
至凌晨4點31分，最後一名需要送院治理的傷者被送往聯合醫院治理。事件中共33人需要送院。

## 爭議
除了分流時間長達逾兩個半小時，嚴重延誤救援外，內部文件亦顯示有傷者懷疑未獲即時送院治理。在凌晨1時51分，有高級助理救護總長報告，有黃色傷者因無警察押送未能送院。2時22分有救護要求警方安排旅遊巴，運送41名綠色傷者，2時48分現場警察稱可安排旅遊巴，但要先將他們送往警署，被質疑傷者是否有獲適切治療。
到早上7時52分，紀錄顯示送院傷者數目為16名紅色、13名黃色及2名綠色，意味當時可能尚有大批綠色傷者未送院。

## 回應
醫院管理局表示，在當晚各區公眾活動中，8間公立醫院合共接收45名傷者。
香港警務處澄清，當晚在油麻地碧街的拘捕行動，沒有發生所謂人踩人的情況，而是有多名示威者在逃走時跌倒，警方控制場面，拘捕213人，當中有30人報稱不適送院，聲稱現場情況及傷者的傷勢，與坊間所說的人踩人事件，並不吻合。至消防處證實曾發生人踩人後，警方只是表示當晚有「數以千名暴徒」向警方投擲磚頭及汽油彈，情況混亂，有人逃走期間跌倒，現場警務人員已即時作出疏導人群措施。
消防處回應有傷者疑似被送往警署的傳聞時，表示「現場涉及大量被捕人士，本處人員在評估分流、治理傷者、及配合醫管局將傷者分流到不同醫院時需要較長的時間」，另外由於傷者是被捕人士，當救護車需要送傷者離開現場時，「救護人員亦需要警方安排警員隨同救護車押送被捕的傷者前往醫院」。
有記者表示，警方在彌敦道發射閃光彈，又有警員在砵蘭街夾擊，導致人群走避，認為警方否定曾發生人疊人，是混淆視聽。
有義務急救員表示，雖不確定警方駕駛巴士及碧街事件的關連，但認為若警方再罔顧市民安全，以此態度執法，下次絕對有可能發生人踩人，有關做法不正確，警方不應推卸責任。
民權觀察成員王浩賢認為，警方執法必須顧及現場人士安全，警方高速駕駛小巴推進，會令人群逃跑，自然會出現人踩人的危機，警方有關策略有爭議。